# NGC 5770
NGC 5770 је спирална галаксија у сазвежђу Девица која се налази на NGC листи објеката дубоког неба.
Деклинација објекта је + 3° 57' 39" а ректасцензија 14h 53m 14,9s. Привидна величина (магнитуда) објекта NGC 5770 износи 12,2 а фотографска магнитуда 13,2. Налази се на удаљености од 19,0000 милиона парсека од Сунца. NGC 5770 је још познат и под ознакама UGC 9575, MCG 1-38-11, CGCG 48-52, PGC 53201.